# Sociedade Esportiva Tiradentes
La Sociedade Esportiva Tiradentes, noto anche semplicemente come Tiradentes, è una società calcistica brasiliana con sede nella città di Teresina, capitale dello stato del Piauí.

## Storia
Il club è stato fondato il 30 giugno 1959. Il Tiradentes ha vinto il Campionato Piauiense per la prima volta nel 1972. Ha partecipato al Campeonato Brasileiro Série A nel 1973, nel 1974, nel 1975, nel 1979, e nel 1983. Il club ha subito una brutta sconfitta in Série A nel 1983, perdendo contro il Corinthians per 10-1.

## Palmarès

### Competizioni statali
- Campionato Piauiense: 5

1972, 1974, 1975, 1982, 1990